# Huanglongbing
Huanglongbing (en chino, 黃龍病; pinyin, huánglóngbìng; literalmente, ‘enfermedad del Dragón amarillo’) es una enfermedad provocada por bacterias (y un vector) y afecta diversas especies de plantas del género Citrus, entre los que están limón, naranja y mandarina. Esta enfermedad se le conoce por el acrónimo HLB y también por el nombre inglés de Greening o Ex-Greening.
Los daños que producen son deformaciones en los brotes, coloraciones variadas en los frutos y otros. La enfermedad reduce la producción y en casos avanzados puede llegar a matar a los árboles.
Hay tres tipos de enfermedad: africana, asiática y americana. En ellas están implicados tres tipos de bacterias y otros dos insectos. La enfermedad la producen bacterias restrictoras del flujo floematico, gram negativas en el clado gracilicutes; que, aún no se han podido cultivar y se cree que son del género Liberibacter y por ello han sido clasificadas provisionalmente como "Candidatus Liberibacter asiaticus" , "Candidatus Liberibacter africanus" y "Candidatus Liberibacter americanus".  A su vez, en esta enfermedad tienen mucha importancia los dos insectos que realizan principalmente su propagación. Son dos psílidos, en concreto Diaphorina citri que transmite las variantes asiática y americana de la enfermedad y Trioza erytreae que transmite la africana.

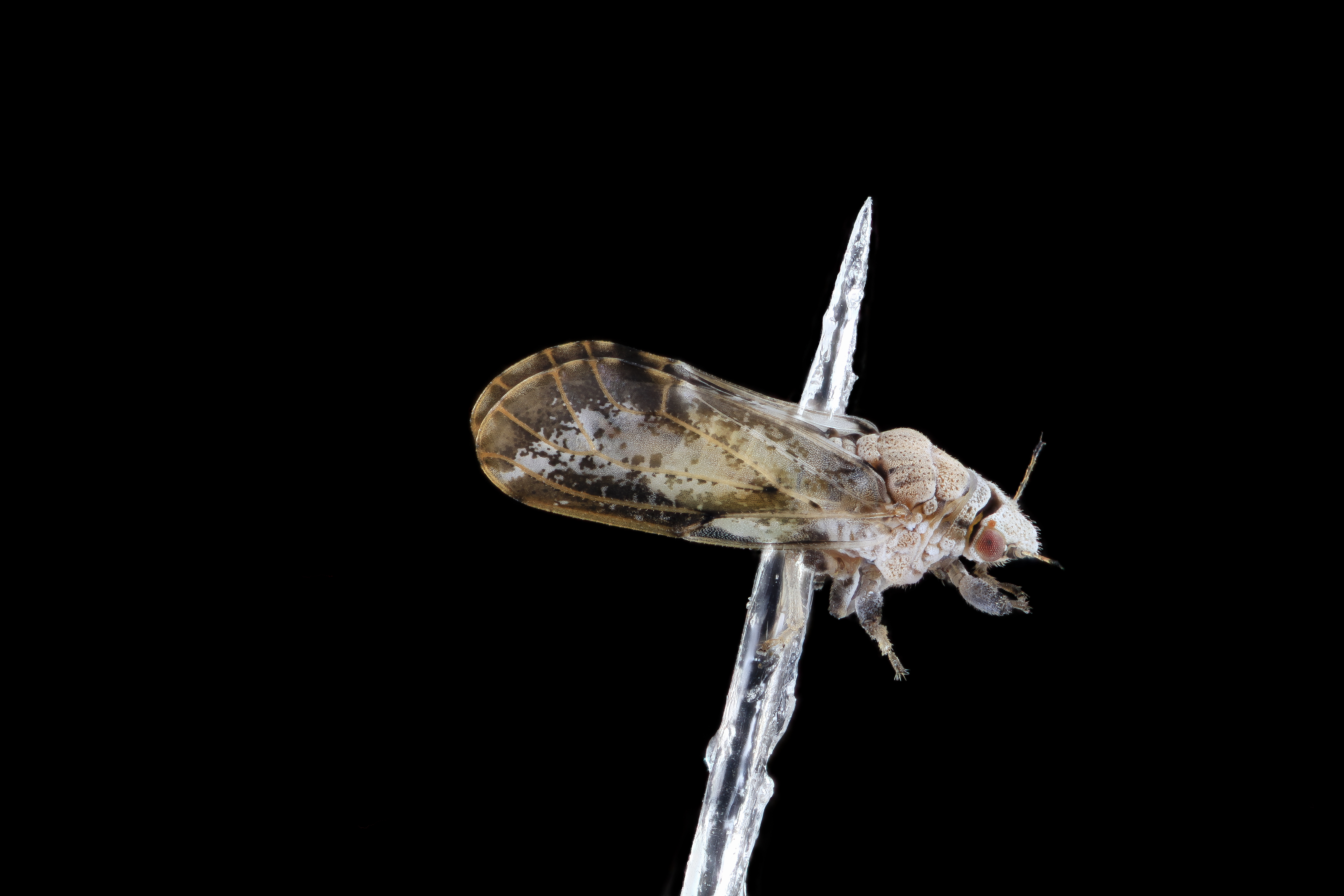
Diaphorina citri

La enfermedad fue descrita por primera vez en China en 1943. La enfermedad ha afectado seriamente a Taiwán desde 1951. La forma africana de la enfermedad fue descrita por primera vez en 1947 en Sudáfrica, donde actualmente está muy extendida.
La distribución primaria se produjo en las regiones tropicales y subtropicales de Asia. Se ha detectado en todas las regiones asiáticas donde se cultivan cítricos excepto en Japón. La enfermedad ha afectado a producciones en China, Taiwán, India, Sri Lanka, Malasia, Indonesia, Birmania, Filipinas, Pakistán, Tailandia, las Islas Ryukyu, Nepal, Arabia Saudita y Afganistán. Fuera de Asia se ha detectado en Brasil, desde 1998 en Florida en los Estados Unidos y en varias partes de México desde 2009 En África además de en Sudáfrica, se ha detectado en la Isla Reunión, e Islas Mauricio.
En Brasil se han detectado árboles con los síntomas de HLB pero en los que no se ha detectado la presencia de las bacterias pero si de un fitoplasma que se ha denominado Grupo IX HLB-fitoplasma.
Se transmite principalmente por material de propagación enfermo/injerto y por el insecto vector: Diaphorina citri, presente en Asia y América, transmite Candidatus liberibacter asiaticus y Candidatus liberibacter americanus que se alimenta de la planta y busca brotes tiernos para oviponer. Una vez infectada, la planta se transforma en un reservorio del agente causal poniendo en riesgo la plantación entera.
El nombre vulgar de este hemíptero es psílido asiático de los cítricos o chicharrita de los cítricos y es uno de los principales insectos vectores de la bacteria Candidatus liberibacter. Es el único insecto vector de HLB presente en Argentina. El ciclo de vida entre los estadios huevo-ninfa-adulto dura entre 13 a 47 días. El adulto puede vivir por 3 a 4 meses.
Los daños observados en plantas con sintomatología de esta enfermedad son: caída de frutos, disminución del tamaño de frutos, disminución de azúcar, aumento del nivel de acidez, disminución del porcentaje de jugos, disminución del tamaño del fruto alterando su color y forma, pues una planta joven infectada no llega a producir frutos, declinamiento y posterior muerte de plantas.
Es la enfermedad más destructiva de los citrus, la principal forma de transmisión de HLB a gran distancia es a través del material de propagación enfermo afectando gravemente la zonas de producción citrícola. No tiene cura, la prevención se basa en uso de material sano, control del insecto vector y la eliminación de la planta infectada.
En Argentina, surge el “Programa nacional de prevención del HLB”, creado por Resol. N.º 517/2009 de la ex Secretaría de Agricultura de la Nación (SAGPyA), con el objetivo de:
1. Prevenir el ingreso de la enfermedad HLB al Territorio Nacional.
2. Implementar sistemas de vigilancia para la detección precoz de la enfermedad.
3. Desarrollar campañas de difusión, concientización, capacitación de la plaga.
4. Implementar un plan de contingencia para el control de la enfermedad en caso de aparición de brotes dentro del Territorio Nacional.

## Modificaciones genéticas
En una búsqueda global, no se ha encontrado inmunidad cítrica natural. Crear un evento cítrico genéticamente modificado es posible, pero hay serias dudas de su aceptabilidad por los consumidores. En 2012, un investigador del Texas AgriLife Res. reportó haber incorporado dos genes de la espinaca a citrus dando resistencia al HLB en ensayos en invernadero. Y se realizan en naranjos, pruebas a campo en Southern Gardens Citrus con tales genes de espinaca, en Florida.